# Platycephala sichuanensis
Platycephala sichuanensis är en tvåvingeart som beskrevs av Yang 1997. Platycephala sichuanensis ingår i släktet Platycephala och familjen fritflugor. Inga underarter finns listade i Catalogue of Life.